# エビラ
エビラ (Ebirah) は、東宝映画『ゴジラ・エビラ・モスラ 南海の大決闘』、および『ゴジラ FINAL WARS』に登場する架空の怪獣。別名は「凶悪新怪獣（新凶悪怪獣）」「巨大蝦怪獣」「大エビ怪獣」。

## 概要
ゴジラと戦う巨大なエビの怪獣で、シリーズで初めて対戦する海の怪獣である。エビのような体にザリガニのようなハサミを持った姿をしている。
『南海の大決闘』当時の東宝取締役であった後藤進は、エビラの登場理由について「人間みたいな二本足が二人立っても面白く無いから」と述べている。
『怪獣総進撃』の検討用台本『怪獣総進撃命令』の段階では登場が予定されていた。
鳴き声はラドンと同様に、流用されることが多い怪獣である。

## 登場作品
公開順。
- 『ゴジラ・エビラ・モスラ 南海の大決闘』（1966年）
- 『ゴジラ FINAL WARS』（2004年）

『ゴジラ・ミニラ・ガバラ オール怪獣大進撃』（1969年）では、『南海の大決闘』からのライブフィルムで登場。

## 『ゴジラ・エビラ・モスラ 南海の大決闘』のエビラ
南太平洋に浮かぶレッチ島の近海に生息する巨大甲殻類。設定では、レッチ島にある秘密結社「赤イ竹」の核兵器工場から垂れ流された放射能廃液の影響でエビが怪獣化したとされる。
闘争心が激しく、水中戦が得意。捕食対象にはサソリのような尾を立てて威圧して戦闘意欲をもぎ取り、巨大な右手のハサミをハンマーのように振り下ろす攻撃を加えた後、もう1つの槍のような細長いハサミとなっている左手で田楽刺しにして捕食する。上半身が異常発達しているため、上陸はできない。腹部と尻尾は背中方向に反り返った逆エビ型となっている。
島に自生するとある植物の木の実から作られる特殊な黄色い汁を苦手としていることから、レッチ島に秘密基地を構える秘密結社「赤イ竹」のもとで用心棒として活用され、強制労働の連行中に脱走したインファント島の原住民2人を捕食している。しかし、元々操られていたわけではなく強制的に支配されていただけであるため、赤イ竹が偽の汁をまいてしまった時には近海を移動していた彼らの水上艇を容赦なく叩き潰している。
金庫破りの吉村、インファント島の娘・ダヨ、大学生の市野により、眠りを覚まされて現れたゴジラと交戦する。当初は陸上のゴジラと岩を投げ合って戦い、やがて海へ入ってきたゴジラを水中へ引きずり込んだところ、岩で殴りつけられて逃走する。2度目の戦いでもゴジラを水中へ引きずり込むが、最後は左右のハサミを続けてもぎ取られ、島から敗走した。その後については不明。
- 元々予定されていた『ロビンソン・クルーソー作戦 キングコング対エビラ』では、ストーリーはそのままにキングコングと戦う予定だった[出典 22]。
- 公開当時の設定では、エビとサソリとザリガニの複合怪獣であった[出典 23][注釈 6]。ポスターやスチール写真では陸に上がってゴジラと絡む姿が見られるうえ、その際にサソリのイメージを入れて尻尾を逆反りさせた「逆エビ」態勢を取っている。ゴジラとピンポンのように岩を打ち合う姿は、語り種となっている[40]。

デザイン・造形
デザインは井上泰幸が担当。造形は利光貞三（雛型）、八木勘寿、八木康栄（胴体）、安丸信行（助手）による。なお、実際には村瀬継蔵も造形に関わっており、五社協定を東宝からの移籍で乗り越え、昼は東宝にてエビラ、夜は大映にてガメラを作っていたという。撮影用の造形物とは別に検討用のモデルも制作されている。
スーツは、上半身に人が入る着ぐるみ方式で、人が入らずに操演用のミニチュアとしても使えるように上半身と下半身がセパレートになっており、海から顔を出して演技する場合は尻尾を外して上半身だけを着用している。トゲはFRP、イガはラテックスに混ぜたオガクズを叩いて表出させている。脚は操演で動かしている。
右のハサミだけの巨大な造形物も用意され、海でヨット「ヤーレン号」や小舟を襲うシーンに使用された。

撮影
スーツアクターは関田裕。
水中シーンの撮影は、実際に潜水しての撮影と、水槽越しに撮影する疑似水中撮影が併用された。特撮班カメラマンの富岡素敬は、水面を舐めてのローアングルでの撮影で水に浸かって撮影を行い、冷たかったが波も映せて良い感じの画面になったと述懐している。
彌太・良太兄弟を襲うシーンは、スクリーン・プロセスで撮影された。
特技監督の有川貞昌は、「エビラの恐怖感と緊張感を出すため、撮影時には寄り（アップ）を主にし、ハサミの強さや人間を捕食する口の動きの不気味さ、グロテスクさを強調した」と語っている。一方、こうした演出について怪獣が擬人化していったことへの照れから、怪獣をできるだけ見せないようにしようという意識も働いていたとも述べている。

## 『ゴジラ FINAL WARS』のエビラ
X星人に操られて東海コンビナート地帯に出現し、1キロメートル先のエネルギープラントを目指す。頭部からギザギザとした突起が前に伸びている。水中から上陸して陸上でも活動できるうえ、両腕は右よりも左のハサミが小さいが、初代のような槍状ではなく細長くなっていない。ハサミは破壊されても再生できる。初代のように前向き2列のトゲに加え、小さなトゲの列が中央にもあり、体側にもトゲが並んでいる。1対の小さなヒレが腹部の体節ごとにあり、尾鰭には黒い縞模様がある。
得意技は右腕の大鋏脚による攻撃のクライシス・シザース。
M機関のミュータント部隊たちと戦って倒されそうになるが、X星人の宇宙船に回収されて一旦消滅する。その後、X星人に操られて東京湾の海底にてヘドラとともにゴジラと対決するが、放射熱線でヘドラに続いて空高く打ち上げられ、落下した際にハサミがヘドラの顔に突き刺さり、再度発射された放射熱線でヘドラともどもビルごと吹き飛ばされる。
- 書籍『ゴジラ大辞典【新装版】』では、名称をエビラ（2代目）と記載している[78]。
- ゴジラシリーズの巨大怪獣では、初めて怪獣・大型兵器・自然現象によってではなく人間が倒した怪獣である[67]。

デザイン
デザインは西川伸司が担当。顔は実際のエビを参考に描かれており、頭部のギザギザはボタンエビがモチーフとなっている。西川は、『南海の大決闘』のエビラがエビそのままであったため、本作品では目や口の周囲の処理などをアレンジして差別化し、個性を出したと述べている。また、バンダイの食玩『ミニバトルG ゴジラファイナルウォーズ』で商品化された後には、ミュータント部隊とのバトルシーンは劇中で最も燃える部分の1つと述べている。

造形
造形はサンク・アールが手掛けた。スーツは前後に2分割できる。ハサミのアップシーンや予備のためと思われるハサミが、スーツとは別に5点作られた。破片は削り出した発泡スチロールで作られている。スーツアクターが入らない操演怪獣とする案も存在した。
スーツは、2023年時点で展示用に固定された状態で保存されているのが確認されている。

撮影・演出
スーツアクターは小倉敏博。小倉は、火薬対策のために釣り具屋で胴付長靴を買って下半身全体を覆い、その上からスーツを着ている。
登場シーンについては、人間との絡みがあることからアクションコーディネーターの竹田道弘がコンテを担当した。コンビナートのシーンは上半身のスーツのみで演じており、セットの地面を1段高くすることで下半身を隠して両脚が映らないように配慮したほか、コの字型に組まれたセットの中央を横移動しており、歩く際には甲殻類らしい動きを心掛けたという。小倉は上体を曲げたまま前傾姿勢を常に保ち、頭は下げているが、腕のハサミを振り上げてほしいと言われるなど、エビラが一番きつかったという。
あおりのシーンは、オープンセットで撮影された。
放射熱線でヘドラともども吹き飛ばされるシーンは、2体のスーツとビルのミニチュアを台車に乗せてレールで移動させている。

## その他の作品に登場したエビラ
- 『ゴジラ・ミニラ・ガバラ オール怪獣大進撃』では、前述のように『南海の大決闘』の登場シーンからの流用で登場。一郎少年が目撃する怪獣と設定されている。
- ゲーム『ゴジラ怪獣大乱闘 地球最終決戦』では、チャレンジモードに登場。
- 漫画『怪獣王ゴジラ』では、マッド鬼山が操る怪獣として登場。
- 小説『GODZILLA 怪獣黙示録』では、複数の個体の出現が確認されている[94]。
- ゲーム『デイヴ・ザ・ダイバー』では、2024年5月23日配信の期間限定ダウンロードコンテンツ「Godzilla Content Pack」にゴジラと共に登場[95]。